# Caldwell (New Jersey)
Caldwell – miasto w Stanach Zjednoczonych, w stanie New Jersey, w hrabstwie Essex. W 2010 roku liczyło 7822 mieszkańców.
Magazyn „New Jersey Monthly” umieścił Caldwell na trzecim miejscu w rankingu „Najlepszych miejsc do życia” w New Jersey w 2010 roku.

## Historia
W 1702 roku osadnicy zakupili od rdzennych Amerykanów Lenni Lenape Tract Horseneck o powierzchni 14 000 akrów (57 km²) za towary o wartości 325 USD. Zakup ten obejmował znaczną część zachodniego hrabstwa Essex, od Pierwszej Góry do rzeki Passaic. Caldwell znajduje się w centrum Horse Neck Tract. Osadnictwo rozpoczęło się około 1740 roku przez Thomasa Goulda i Saundersa Sandersa.
Horseneck Tract składał się z dzisiejszych Caldwell, West Caldwell, North Caldwell, Fairfield, Verony, Cedar Grove, Essex Fells, Roseland i części Livingston i West Orange. Ta ziemia była częścią większego zakupu i była określana jako Horse Neck Tract do 17 lutego 1787 roku, kiedy kongregacja miejska głosowała za zmianą nazwy na Caldwell, na cześć wielebnego Jamesa Caldwella, który naciskał na utworzenie ich organizacji.
Caldwell Township obejmował dzisiejsze miasta West Caldwell i Caldwell. Wkrótce potem obszar Caldwell Township na wschód od Caldwell Borough między Caldwell Borough a Montclair (obecna Werona i Cedar Grove) zdecydował się pójść w ślady Caldwell i wcielił się w swoją własną gminę, Verona. Niektóre z już rozwiniętych wschodnich dzielnic Caldwell Township zdecydowały się stać częścią Montclair, ponieważ były to szybko rozwijające się przedmieścia Newark i Paterson. Mniej więcej w tym samym czasie obszar na północ od Caldwell Borough stał się własnym miastem, North Caldwell. Zalesiony obszar bezpośrednio na południe od centrum Caldwell Borough przekształcił się w Essex Fells. W międzyczasie pola uprawne na południe od zachodniej części miasteczka Caldwell próbowały stać się własną gminą znaną jako South Caldwell. To się nie udało, ponieważ wiele rozwiniętych części tego obszaru leżało na jego najbardziej wysuniętych na południe i na wschód granicach, wzdłuż rozrastających się przedmieść Newark – odpowiednio Livingston i West Orange. Obszary te zostały zalane przez te dwa miasta, gdy stały się one gminami kilku małych wiosek i osiedli.
To spowodowało, że tylko najbardziej wiejskie pola uprawne na południe od Caldwell Borough i Essex Fells stały się własnym miasteczkiem Roseland. W tym momencie wszystko, co pozostało z pierwotnego Caldwell Township, to duży kawałek niezagospodarowanej ziemi w północno-zachodniej części hrabstwa Essex.
W 1963 roku Caldwell Township zmienił nazwę na Fairfield, aby uniknąć pomylenia go z Caldwell Borough.
Bezpośrednio po oddzieleniu pierwotnego Caldwell, zachodnia część Caldwell Borough pozostała ogólnie mniej rozwinięta niż centrum Caldwell Borough i zawierała kilka farm oraz duży obszar nierozwiniętego bagna zwanego Hatfield Swamp. Jednak wkrótce w zachodniej części Caldwell Borough powstały dwie odrębne osady, znane jako Franklin i Westville. Wraz ze wzrostem rozwoju i wzrostem liczby ludności w zachodniej części Caldwell, bardziej wiejska ludność na zachodzie miasta i bardziej miejska na wschodzie często nie były w stanie pogodzić różnic. Doprowadziło to do konsolidacji obszarów Franklin i Westville w ich własnym miasteczku znanym jako West Caldwell w 1904 roku, pozostawiając tylko jedną milę kwadratową pierwotnego centrum Horseneck jako dzielnicę Caldwell. Lewis G. Lockward został wybrany pierwszym burmistrzem Caldwell. W 1929 r. wyborcy odrzucili próbę scalenia trzech Caldwells w jedną gminę.

### Fakty historyczne
- Podczas rewolucji George Washington i jego pracownicy zatrzymali się na lunch w starym kamiennym domu Saunders Sanders (położonym w pobliżu dzisiejszej Brookside Avenue), jednej z dwóch osób, które osiedliły się na pierwotnym obszarze[5].
- Około 1816 r. Elias B. Caldwell i jego rodzina, prezbiterianie, pomogli założyć Liberię, kraj dla wolnych czarnoskórych, oraz miasto Caldwell w Liberii[6].
- Markiz de Lafayette odwiedził miasto w 1824 r., podczas uroczystości w Crane Tavern[5].
- W październiku 1897 r. poważny pożar przedarł się przez dużą część Bloomfield Avenue, niszcząc budynki. Budynki te zostały częściowo zastąpione przez budynek Haslera naprzeciwko kościoła prezbiteriańskiego. Był to pierwszy ceglany budynek w Caldwell[7].
- W 1914 roku, podczas obchodów 4 lipca, podczas fajerwerków spadła bomba, raniąc 20 osób. Lokalne kościoły zbierały fundusze na pokrycie kosztów leczenia rannych.
- Podczas kampanii prezydenckiej w 1928 r. Herbert Hoover odwiedził wraz z żoną miejsce urodzenia Grover Cleveland[8].
- Grover Cleveland spędził pierwsze cztery lata swojego życia w Caldwell.
- w 1968 r. ozdobna, zabytkowa armata z rękojeścią delfina z brązu została skradziona z miejskiej zieleni. Armatę podarował gminie markiz de Lafayette, przyjaciel Caldwella. Skonstruowano słabo odlewaną, zardzewiałą, żelazną replikę armaty, którą ustawiono na miejscu[7].
- 14 lipca 1974 roku charakterystyczny Park Theatre został zniszczony przez pożar[9].

## Transport

### Drogi i autostrady
W maju 2010 r. gmina miała łącznie 18,41 mil (29,63 km) jezdni, z czego 14,77 mil (23,77 km) było utrzymywane przez gminę i 3,64 mil (5,86 km) przez hrabstwo Essex.
County Route 506 to najważniejsza droga w Caldwell.

### Transport publiczny
NJ Transit oferuje autobusy do i z Caldwell na trasach 29 i 71.
Usługi pociągów podmiejskich były oferowane na stacji Caldwell w oddziale Caldwell, która biegła z Great Notch do Essex Fells, z usługą oferowaną od 1891 roku. Gmina Caldwell kupiła stację w 1965 roku od kolei Erie Lackawanna i zburzyła ją później w tym samym roku. Stacja Caldwell przestała funkcjonować w październiku 1966 r., kiedy Erie Lackawanna przerwała obsługę kilku linii dojeżdżających do pracy, w obliczu bezskutecznego postępowania sądowego w celu utrzymania usługi. W 1979 r. tory na oddziale Caldwell zostały zerwane.

## Znane osoby
- Osoby urodzone w Caldwell, mieszkające w nim lub w inny sposób blisko z nim związane:
- Madeline Cox Arleo (ur. 1963), sędzia okręgowy Stanów Zjednoczonych Sądu Okręgowego dla okręgu New Jersey[16].
- Whitey Campbell (1926-2015), główny trener baseballu na University of Miami w 1958 i 1960 do 1962.
- Grover Cleveland (1837–1908), 22. i 24. prezydent Stanów Zjednoczonych[17].
- Janine di Giovanni (ur. 1961), korespondentka wojenna[18].
- Herbert O. Fisher (1909–1990), pilot testowy Curtiss-Wright, dyrektor zarządzający Port Authority w Nowym Jorku i New Jersey[19].
- Frank Handlen (ur. 1916), artysta[20].
- Gerald Henderson Jr. (ur. 1987), koszykarz NBA Charlotte Bobcats.
- Camryn Manheim (ur. 1961), aktorka[21].
- George DeGraw Moore (1822–1891), senator stanu Wisconsin i prawnik z New Jersey, urodził się w Caldwell.
- Stuart Rabner (ur. 1960), prezes Sądu Najwyższego New Jersey.
- Richard E. Stearns (ur. 1936), informatyk[22].
- Calvin Thomas (1885–1964), aktor[23].
- Claude Thornhill (1908–1965), pianista, aranżer, kompozytor i lider zespołu w erze big bandów[24].
- Gus Troxler (ok. 1871-1945), siłacz, bokser, aktor, promotor sportu i ekspert od treningu fizycznego[25].
- Andy White (1930–2015), brytyjski perkusista sesyjny, który nagrał trzy płyty z The Beatles, w tym Love Me Do.